# Еди Кокран
Рѐй Ѐдуард (Ѐди) Ко̀кран (на английски: Ray Edward 'Eddie' Cochran) е американски музикант, пионер в рокендрола, оказал със своята кратка кариера дълготрайно влияние върху рок музиката в световен мащаб.

## Биография
Еди Кокран е роден в Минесота, но се мести със семейството си в Калифорния в началото на 50-те. Занимава се с музика от ранна възраст, като свири в училищната музикална група и се обучава сам на блус китара. През 1955 г. сформира дует с китариста Хенк Кокран (няма родствена връзка), а когато се разделят следващата година, Еди Кокран започва съвместна кариера с Джери Кейпхарт, автор на песни.
Песните на Кокран в жанра на рокабилито C'mon Everybody, Somethin' Else и Summertime Blues са характерни за тийнейджърските фрустрации и мечти от края на 50-те и 60-те години. Той експериментира със записването на множество аудио канали в рамките на една песен, както и с наслояването на музикален материал още в най-ранните си сингли. Умее да свири на пиано, бас китара и барабани. Образът му на приятно облечен, изтормозен, но добре изглеждащ младеж с войнствено поведение е символ на рокерите от 50-те, и след смъртта си той придобива статута на икона.

## Творчество
Първият му успех идва през 1956 т. с изпълнението на песента Twenty Flight Rock във филма The Girl Can't Help It с Джейн Менсфилд. Скоро след това „Либърти Рекърдс“ подписват звукозаписен договор с него. През 1957 г. Еди Кокран участва във втория си филм Untamed Youth с поредния си хит Sittin 'on the Balcony. Тя е една от малкото песни които той е записал, но са написани от други автори на песни – в случая от John D. Loudermilk. Песента Twenty Flight Rock е написана от писателя Ned" Fairchild, която всъщност не е рокендрол, но отразява основните промени и приноса на Еди Кокран към крайния продукт на парчето.
През февруари 1957 г. „Liberty Records“ издават единствения студиен албум на Еди Кокран Singin 'to My Babyв който е включена песента Sittin 'on the Balcony. В този албум има само няколко рока но през 1957 г. Еди Кокран изглежда намира своя стремеж, с известния тийнейджърски химн Summertime Blues записан съвместно с Jerry Capehart. С тази песен Еди Кокран се утвърждава като един от най-важните изпълнители повлияли върху рокендрола през 50-те години на миналия век, както лирично така и музикално. Кратката кариера на певеца включва още няколко хита като: C'mon, Everybody, Somethin 'Else, Teenage Heaven, както и неговият посмъртен хит Three Steps to Heaven, станал популярен в САЩ и Великобритания в края на 50-те и началото на 60-те години на миналия век.
Друг аспект на кратката, но блестяща кариера на Еди Кокран е неговата работа не само като музикант, но и като продуцент. Той свири на китара по пиесите от Ray Stanley, Lee Denson, Baker Knight, Bob Denton, Galen Denny, Don Deal, Troyce Key, Mike Clifford, Paula Morgan, Jody Reynolds, Johnny Burnette, Wynn Stewart, Ernie Freeman, Elroy Peace, Derry Weaver, Eddie Daniels, Jewel Akens, John Ashley, Jack Lewis, Lynn Marshall, Jess Willard, Holly Twins, Barry Martin и Al Casey През 1959 г. той играе водеща роля в Skeets McDonald в студийното шоу на „Columbia Records“ за „You Oughta See Grandma Rock“ и „Heart Breaking Mama“.

В началото на 1959 г. двама от приятелите на Еди Кокран – Бъди Холи и Ричи Валенс заедно с Големия Бопър, загиват при самолетна катастрофа по време на турне. 
 Приятелите и семейството на Кокран заявяват по-късно че разстроен от смъртта им, той е развил болезнено предчувствие че също ще умре млад. Малко след смъртта им Еди Кокран записва песента Three Stars в знак на почит към тях.
През 1960 г. приема оферта за обиколка на Обединеното кралство, но съдбата го застига в смъртоносен за него инцидент по време на турнето.
Еди Кокран умира на 21 годишна възраст след пътнотранспортно произшествие в Чипънам, Уилтшър, по време на британското си турне на 17 април 1960 година. Въпреки че най-известните му песни са издадени докато е жив, още много негови песни са издадени посмъртно.

## Признание и награди
През 1987 г. е увековечен в Залата на славата на рокендрола. Неговите песни са кавърирани от групи като „Дъ Ху“, „Бийч Бойс“, „Бийтълс“, „Дик Дейл Енд Хис Делтоунс“, „Блу Чиър“, „Лед Цепелин“, „Ръш“, „Хъмбъл Пай“, „Комендър Коуди Енд Хис Лост Планит Еърмен“, „Джоун Джет Енд Дъ Блекхартс“, „Тинейдж Хед“, „Тайгър Арми“, „Ю Еф Оу“, „Уайт Страйпс“, „Стрей Катс“ и „Секс Пистълс“.

## Филми
| Година | Филм                   | Роля    | Разпространение   |
| ------ | ---------------------- | ------- | ----------------- |
| 1956   | The Girl Can't Help It | Himself | 20th Century Fox  |
| 1957   | Untamed Youth          | Bong    | Warner Bros       |
| 1959   | Go, Johnny, Go         | Himself | Hal Roach Studios |

## Дискография

### Американски албуми
- Singin' to My Baby, Liberty LRP-3061 (1957)
- The Eddie Cochran Memorial Album, Liberty LRP-3172 (1959)
- Never to Be Forgotten, Liberty LRP-3220 (1962)
- Summertime Blues, Sunset SUS-5123 (1966)
- Legendary Masters Series, United Artists UAS 9959 (1972)
- The Very Best of Eddie Cochran (1975)
- Eddie Cochran Great Hits (1983)
- Eddie Cochran On The Air (1987)
- The Best of Eddie Cochran (1987)
- Greatest Hits, Curb Records (1990)
- Singin' to My Baby and Never to Be Forgotten, EMI Records (1993)

### Английски албуми
- Singin' to My Baby (1957)
- The Eddie Cochran Memorial Album (1960)
- Cherished Memories (1962)
- My Way (1964)
- The Legendary Eddie Cochran (1971)
- The Many Sides of Eddie Cochran (1974)
- The Eddie Cochran Singles Album (1979)
- Eddie Cochran 20th Anniversary Album (1980)
- The Best of Eddie Cochran, Liberty-EMI U.K. (1985)
- The Very Best of Eddie Cochran (2008)
- Eddie Cochran Story (2009)

### Сингли
| Година | Заглавие (A-страна, B-страна) Двете страни от един и същи албум | Пикова чарт позиция | Пикова чарт позиция | Албум                 |
| Година | Заглавие (A-страна, B-страна) Двете страни от един и същи албум | Billboard Hot 100   | Великобритания      | Албум                 |
| ------ | --------------------------------------------------------------- | ------------------- | ------------------- | --------------------- |
| 1954   | Two Blue Singin' Stars                                          | —                   | —                   | не включени в албум   |
| 1954   | Your Tomorrow Never Comes                                       | —                   | —                   | не включени в албум   |
| 1955   | Walkin' Stick Boogie                                            | —                   | —                   | не включени в албум   |
| 1955   | Tired and Sleepy                                                | —                   | —                   | не включени в албум   |
| 1956   | Skinny Jim                                                      | —                   | —                   | не включени в албум   |
| 1957   | Sittin' in the Balcony                                          | 18                  | —                   | Singin' to My Baby    |
| 1957   | Mean When I'm Mad                                               | —                   | —                   | Singin' to My Baby    |
| 1957   | Drive In Show                                                   | 82                  | —                   | Eddie Cochran         |
| 1957   | Twenty Flight Rock                                              | —                   | —                   | Never to Be Forgotten |
| 1958   | Jeannie Jeannie Jeannie                                         | 94                  | —                   | не включени в албум   |
| 1958   | Teresa                                                          | —                   | —                   | не включени в албум   |
| 1958   | Summertime Blues                                                | 8                   | 18                  | Eddie Cochran         |
| 1958   | C'mon Everybody                                                 | 35                  | 6                   | Eddie Cochran         |
| 1959   | Teenage Heaven                                                  | 99                  | —                   | Eddie Cochran         |
| 1959   | Somethin' Else                                                  | 58                  | 22                  | Eddie Cochran         |
| 1959   | Hallelujah I Love Her So                                        | —                   | 22                  | Eddie Cochran         |
| 1960   | Three Steps to Heaven                                           | 108                 | 1                   | Eddie Cochran         |
| 1960   | Lonely                                                          | —                   | 41                  | Never to Be Forgotten |
| 1960   | Sweetie Pie                                                     | —                   | 38                  | Never to Be Forgotten |
| 1961   | Weekend                                                         | —                   | 15                  | Never to Be Forgotten |